# D. J. Shelton
Davon Darnell "D. J." Shelton Jr. (Whittier; 4 de abril de 1991) es un jugador de baloncesto estadounidense que actualmente se encuentra sin equipo. Con 2.08 de estatura, su puesto natural en la cancha es el de ala-pívot.

## Trayectoria deportiva
Es un base formado entre Cal State Fullerton (2009-2010), Citrus College (2010–2011) y Washington State Cougars (2011–2014), que tras no ser drafteado en 2014 firmaría su primer contrato profesional en Bélgica, en las filas de Kangoeroes Willebroek.
En la siguiente temporada comenzaría en Turquía en las filas del Akhisar Belediyespor (baloncesto) y la acabaría en el Victoria Libertas Pesaro italiano.
Tras no realizar grandes números, el ala-pívot se marcharía a Bulgaria para jugar en el BC Rilski Sportist.
En junio de 2015 firma con el MKS Dąbrowa Górnicza polaco por una temporada.